# 노나미역
노나미역(야병역, 일본어: 野並駅, のなみえき)은 일본 아이치현 나고야시 덴파쿠구에 위치한 철도역이다. 2011년 3월 26일까지 이 역이 사쿠라도리 선의 종착역이었다. 역 번호는 S17이다.

## 역 구조
섬식 승강장 1면 2선의 지하역. 스크린도어가 설치되어 있다. 플랫폼은 20m 8량 편성까지 대응한다.
역 구내에 세븐 일레븐 나고야 지하철 노나미 역점이 입주하여 있다.
출입구는 4곳으로, 그 밖에는 자전거 주차장이 인접하고 있다. 개찰구 외의 엘리베이터는 3번 출입구 앞에만 설치되어 있다.

### 타는 곳
| 1 | ■ 사쿠라도리 선 | 도쿠시게 방면                                |
| 2 | ■ 사쿠라도리 선 | 아라타마바시·이마이케·나고야·다이코도리 방면 |

## 역세권 정보
- 코코이찌방야 노나미 역전점
- 나고야 노나미 우체국
- 나고야 시립 와카미야 상업 고등학교
- 덴파쿠 강
- 후지 강

## 역사
- 1994년 3월 30일: 영업 개시.
- 2000년 9월 11일: 도카이 호우에 의한 수해로 중앙광장, 승강장이 침수됨.
- 2011년
  - 3월 27일: 노나미 ~ 도쿠시게 역간 영업 개시, 중간역이 됨.
  - 7월 23일: 스크린도어 사용 개시.

## 인접역
| 나고야 시 교통국 ■ 지하철 사쿠라도리 선 | 나고야 시 교통국 ■ 지하철 사쿠라도리 선 | 나고야 시 교통국 ■ 지하철 사쿠라도리 선 |
| --------------------------------------- | --------------------------------------- | --------------------------------------- |
| S 16 쓰루사토 다이코도리 방면           |                                         | 나루코키타 S 18 도쿠시게 방면           |